# Quatorzième circonscription de Paris de 1958 à 1986
Pour les articles homonymes, voir Quatorzième circonscription de Paris de 1988 à 2012 et Quatorzième circonscription de Paris depuis 2012.
De 1958 à 1986, la quatorzième circonscription législative de Paris recouvrait deux quartiers du 13e arrondissement de la capitale : Croulebarbe et Maison-Blanche. Cette délimitation s'est appliquée aux sept premières législatures de la Cinquième République française. De 1958 à 1967, elle se confond avec la 14e circonscription de la Seine.
En 1986, cette circonscription a été intégrée dans la nouvelle « dixième circonscription » pour la plus grande partie et dans la nouvelle « neuvième circonscription » pour la partie la plus à l'est.

## Députés élus
| Législature | Début de mandat | Fin de mandat   | Député élu           |  | Parti politique | Observations                                                       |
| ----------- | --------------- | --------------- | -------------------- |  | --------------- | ------------------------------------------------------------------ |
| Ire         | 9 décembre 1958 | 9 octobre 1962  | Jean-Baptiste Biaggi |  | UNR             | mandat écourté à la suite d'une dissolution du général de Gaulle   |
| IIe         | 6 décembre 1962 | 2 avril 1967    | Hubert Germain       |  | UNR-UDT         |                                                                    |
| IIIe        | 3 avril 1967    | 30 mai 1968     | Serge Boucheny       |  | PCF             | mandat écourté à la suite d'une dissolution du général de Gaulle   |
| IVe         | 11 juillet 1968 | 6 août 1972     | Hubert Germain       |  | UDR             | nommé au gouvernement                                              |
| IVe         | 7 août 1972     | 1er avril 1973  | Jean Turco           |  | UDR             | suppléant d'Hubert Germain                                         |
| Ve          | 2 avril 1973    | 5 mai 1973      | Hubert Germain       |  | UDR             | nommé au gouvernement                                              |
| Ve          | 6 mai 1973      | 2 avril 1978    | Jean Turco           |  | UDR             | suppléant d'Hubert Germain                                         |
| VIe         | 3 avril 1978    | 22 mai 1981     | Paul Quilès          |  | PS              | mandat écourté à la suite d'une dissolution de François Mitterrand |
| VIIe        | 2 juillet 1981  | 5 novembre 1983 | Paul Quilès          |  | PS              | nommé au gouvernement                                              |
| VIIe        | 6 novembre 1983 | 1er avril 1986  | Serge Blisko         |  | PS              | suppléant de Paul Quilès                                           |

En 1985, le président de la République François Mitterrand changea le mode de scrutin des députés en établissant le scrutin proportionnel par département. Le nombre de députés du département de Paris fut ramené de 31 à 21 et les circonscriptions furent supprimées au profit du département.

## Résultats électoraux

### Élections législatives de 1958
| Candidat       | Candidat                 | Parti          | Premier tour | Premier tour | Second tour | Second tour |  |
| Candidat       | Candidat                 | Parti          | Voix         | %            | Voix        | %           |  |
| -------------- | ------------------------ | -------------- | ------------ | ------------ | ----------- | ----------- |  |
|                | Bernard Jourd'hui        | PCF            | 10 466       | 25,21        | 13 005      | 31,47       |  |
|                | Jean-Baptiste Biaggi élu | UNR            | 8 788        | 21,17        | 23 371      | 56,56       |  |
|                | Louis Allione            | CNIP           | 6 565        | 15,81        | 3           | 0,01        |  |
|                | Charles Géronimi         | SFIO           | 3 918        | 9,44         | 4 940       | 11,96       |  |
|                | Benjamin Graulle         | CRR            | 3 691        | 8,89         | Retrait     | Retrait     |  |
|                | Jean Meigret             | MRP            | 2 458        | 5,92         | Retrait     | Retrait     |  |
|                | Yvan Craipeau            | UFD            | 2 407        | 5,8          | Retrait     | Retrait     |  |
|                | Maurice Bourgin          | Divers         | 1 517        | 3,65         |             |             |  |
|                | Camille Cabal            | Radsoc         | 1 179        | 2,84         |             |             |  |
|                | André Corbin             | Divers         | 527          | 1,27         |             |             |  |
|                |                          |                |              |              |             |             |  |
| Inscrits       | Inscrits                 | Inscrits       | 55 012       | 100,00       | 55 152      | 100,00      |  |
| Abstentions    | Abstentions              | Abstentions    | 12 430       | 22,6         | 12 993      | 23,56       |  |
| Votants        | Votants                  | Votants        | 42 582       | 77,4         | 42 159      | 76,44       |  |
| Blancs et nuls | Blancs et nuls           | Blancs et nuls | 1 066        | 2,5          | 840         | 1,99        |  |
| Exprimés       | Exprimés                 | Exprimés       | 41 516       | 97,5         | 41 319      | 98,01       |  |

Le suppléant de Jean-Baptiste Biaggi était Pierre-Jean Maraval.

### Élections législatives de 1962
| Candidat       | Candidat                     | Parti          | Premier tour | Premier tour | Second tour | Second tour |  |
| Candidat       | Candidat                     | Parti          | Voix         | %            | Voix        | %           |  |
| -------------- | ---------------------------- | -------------- | ------------ | ------------ | ----------- | ----------- |  |
|                | Hubert Germain élu           | UNR-UDT        | 12 859       | 37,94        | 18 346      | 55          |  |
|                | André Voguet                 | PCF            | 9 945        | 29,34        | 15 009      | 45          |  |
|                | Jean-Baptiste Biaggi sortant | CR             | 3 747        | 11,06        | Retrait     | Retrait     |  |
|                | Gilles Martinet              | PSU            | 3 368        | 9,94         | Retrait     | Retrait     |  |
|                | Charles Géronimi             | SFIO           | 2 044        | 6,03         | Retrait     | Retrait     |  |
|                | Claude de Kémoularia         | CNIP           | 1 929        | 5,69         | Retrait     | Retrait     |  |
|                |                              |                |              |              |             |             |  |
| Inscrits       | Inscrits                     | Inscrits       | 51 606       | 100,00       | 51 618      | 100,00      |  |
| Abstentions    | Abstentions                  | Abstentions    | 16 985       | 32,91        | 16 303      | 31,58       |  |
| Votants        | Votants                      | Votants        | 34 621       | 67,09        | 35 315      | 68,42       |  |
| Blancs et nuls | Blancs et nuls               | Blancs et nuls | 729          | 2,11         | 1 960       | 5,55        |  |
| Exprimés       | Exprimés                     | Exprimés       | 33 892       | 97,89        | 33 355      | 94,45       |  |

Le suppléant d'Hubert Germain était Michel Breuil, archiviste.

### Élections législatives de 1967
| Candidat                  | Candidat               | Parti          | Premier tour | Premier tour | Second tour | Second tour |  |
| Candidat                  | Candidat               | Parti          | Voix         | %            | Voix        | %           |  |
| ------------------------- | ---------------------- | -------------- | ------------ | ------------ | ----------- | ----------- |  |
|                           | Hubert Germain sortant | UD-Ve          | 15 265       | 39,15        | 18 285      | 49,61       |  |
|                           | Serge Boucheny élu     | PCF            | 11 925       | 30,58        | 18 574      | 50,39       |  |
|                           | Claude Bourdet         | PSU            | 6 751        | 17,31        | Retrait     | Retrait     |  |
|                           | Michel Derdevet        | CD (PDM)       | 3 894        | 9,99         |             |             |  |
|                           | Raymond Martini        | RI             | 1 158        | 2,97         |             |             |  |
|                           |                        |                |              |              |             |             |  |
| Inscrits                  | Inscrits               | Inscrits       | 49 190       | 100,00       | 49 206      | 100,00      |  |
| Abstentions               | Abstentions            | Abstentions    | 9 570        | 19,46        | 10 734      | 21,81       |  |
| Votants                   | Votants                | Votants        | 39 620       | 80,54        | 38 472      | 78,19       |  |
| Blancs et nuls            | Blancs et nuls         | Blancs et nuls | 627          | 1,58         | 1 613       | 4,19        |  |
| Exprimés                  | Exprimés               | Exprimés       | 38 993       | 98,42        | 36 859      | 95,81       |  |
| Source : CDSP et Le Monde |                        |                |              |              |             |             |  |

André Voguet, conseiller municipal de Paris était le suppléant de Serge Boucheny.

### Élections législatives de 1968
| Candidat                         | Candidat               | Parti          | Premier tour | Premier tour | Second tour | Second tour |  |
| Candidat                         | Candidat               | Parti          | Voix         | %            | Voix        | %           |  |
| -------------------------------- | ---------------------- | -------------- | ------------ | ------------ | ----------- | ----------- |  |
|                                  | Hubert Germain élu     | UDR (URP)      | 15 815       | 42,78        | 18 687      | 54,88       |  |
|                                  | Serge Boucheny sortant | PCF            | 9 497        | 25,69        | 15 362      | 45,12       |  |
|                                  | Jean Tixier            | CD (PDM)       | 4 532        | 12,26        |             |             |  |
|                                  | Claude Bourdet         | PSU            | 4 021        | 10,88        |             |             |  |
|                                  | Pierre Giraud          | FGDS (SFIO)    | 2 407        | 6,51         |             |             |  |
|                                  | Thierry Joseph         | TD             | 697          | 1,89         |             |             |  |
|                                  |                        |                |              |              |             |             |  |
| Inscrits                         | Inscrits               | Inscrits       | 48 243       | 100,00       | 48 253      | 100,00      |  |
| Abstentions                      | Abstentions            | Abstentions    | 10 923       | 22,64        | 12 867      | 26,67       |  |
| Votants                          | Votants                | Votants        | 37 320       | 77,36        | 35 386      | 73,33       |  |
| Blancs et nuls                   | Blancs et nuls         | Blancs et nuls | 351          | 0,94         | 1 337       | 3,78        |  |
| Exprimés                         | Exprimés               | Exprimés       | 36 969       | 99,06        | 34 049      | 96,22       |  |
| Source : Data.gouv.fr et CEVIPOF |                        |                |              |              |             |             |  |

Jean Turco était le suppléant d'Hubert Germain. Il le remplaça du 7 août 1972 au 1er avril 1973.

### Élections législatives de 1973
| Candidat                         | Candidat                 | Parti                | Premier tour | Premier tour | Second tour | Second tour |  |
| Candidat                         | Candidat                 | Parti                | Voix         | %            | Voix        | %           |  |
| -------------------------------- | ------------------------ | -------------------- | ------------ | ------------ | ----------- | ----------- |  |
|                                  | Hubert Germain élu       | UDR (URP)            | 12 473       | 33,07        | 18 146      | 49,61       |  |
|                                  | André Réau               | PCF                  | 8 595        | 22,79        | 18 132      | 49,58       |  |
|                                  | Vincent Thollon-Pommerol | PS (UGSD)            | 6 340        | 16,81        | Retrait     | Retrait     |  |
|                                  | Pierre Barrucand         | MR                   | 4 812        | 12,76        | 296         | 0,81        |  |
|                                  | Claude Bourdet           | PSU                  | 2 760        | 7,32         |             |             |  |
|                                  | Jacques Saltel           | Divers droite (CNIP) | 1 163        | 3,08         |             |             |  |
|                                  | Pascale Biquard          | Extrême gauche (LCR) | 697          | 1,85         |             |             |  |
|                                  | Serge Le Bail            | FN                   | 666          | 1,77         |             |             |  |
|                                  | Michel Lacoste           | Extrême droite       | 207          | 0,55         |             |             |  |
|                                  |                          |                      |              |              |             |             |  |
| Inscrits                         | Inscrits                 | Inscrits             | 47 313       | 100,00       | 47 335      | 100,00      |  |
| Abstentions                      | Abstentions              | Abstentions          | 9 033        | 19,09        | 9 028       | 19,07       |  |
| Votants                          | Votants                  | Votants              | 38 280       | 80,91        | 38 307      | 80,93       |  |
| Blancs et nuls                   | Blancs et nuls           | Blancs et nuls       | 567          | 1,48         | 1 733       | 4,52        |  |
| Exprimés                         | Exprimés                 | Exprimés             | 37 713       | 98,52        | 36 574      | 95,48       |  |
| Source : Data.gouv.fr et CEVIPOF |                          |                      |              |              |             |             |  |

Jean Turco était le suppléant d'Hubert Germain. Il le remplaça du 6 mai 1973 au 2 avril 1978 quand Hubert Germain fut nommé membre du Gouvernement.
En 1978, Hubert Germain se présente dans la circonscription législative de Saint-Pierre-et-Miquelon.

### Élections législatives de 1978
| Candidat                         | Candidat               | Parti               | Premier tour | Premier tour | Second tour | Second tour |  |
| Candidat                         | Candidat               | Parti               | Voix         | %            | Voix        | %           |  |
| -------------------------------- | ---------------------- | ------------------- | ------------ | ------------ | ----------- | ----------- |  |
|                                  | Paul Quilès élu        | PS (MRG)            | 9 783        | 23,64        | 21 796      | 51,85       |  |
|                                  | Alexandre Sanguinetti  | RPR                 | 9 503        | 22,97        | 20 242      | 48,15       |  |
|                                  | Philippe Herzog        | PCF                 | 8 961        | 21,66        | Retrait     | Retrait     |  |
|                                  | René Dubail            | UDF (PR)            | 6 909        | 16,70        | Retrait     | Retrait     |  |
|                                  | Pierre-Alain Brossault | Écologie 78         | 2 357        | 5,70         |             |             |  |
|                                  | Geneviève Petiot       | PSU (FA)            | 1 069        | 2,58         |             |             |  |
|                                  | Claude Lalis           | Divers droite (DC)  | 542          | 1,31         |             |             |  |
|                                  | Christian Tremblay     | MDD                 | 425          | 1,03         |             |             |  |
|                                  | Bernard André          | PFN                 | 403          | 0,97         |             |             |  |
|                                  | Marie-Jeanne Arnoux    | FN                  | 364          | 0,88         |             |             |  |
|                                  | Jean-Claude Besse      | UGP                 | 330          | 0,80         |             |             |  |
|                                  | Fred Guikovaty         | LO                  | 313          | 0,76         |             |             |  |
|                                  | Gilles Casanova        | CCA (PSPT)          | 303          | 0,73         |             |             |  |
|                                  | Mme Bloseville         | Divers droite (RUC) | 117          | 0,28         |             |             |  |
|                                  |                        |                     |              |              |             |             |  |
| Inscrits                         | Inscrits               | Inscrits            | 52 400       | 100,00       | 52 403      | 100,00      |  |
| Abstentions                      | Abstentions            | Abstentions         | 10 495       | 20,03        | 9 416       | 17,97       |  |
| Votants                          | Votants                | Votants             | 41 905       | 79,97        | 42 987      | 82,03       |  |
| Blancs et nuls                   | Blancs et nuls         | Blancs et nuls      | 526          | 1,26         | 949         | 2,21        |  |
| Exprimés                         | Exprimés               | Exprimés            | 41 379       | 98,74        | 42 038      | 97,79       |  |
| Source : Data.gouv.fr et CEVIPOF |                        |                     |              |              |             |             |  |

Marie-Thérèse Mathieu, militante associative, était la suppléante de Paul Quilès.

### Élections législatives de 1981
| Candidat       | Candidat                   | Parti          | Premier tour | Premier tour | Second tour | Second tour |  |
| Candidat       | Candidat                   | Parti          | Voix         | %            | Voix        | %           |  |
| -------------- | -------------------------- | -------------- | ------------ | ------------ | ----------- | ----------- |  |
|                | Paul Quilès sortant réélu  | PS             | 14 035       | 41,45        | 20 304      | 58,49       |  |
|                | François Ferrus            | RPR (UNM)      | 8 088        | 23,89        | 14 411      | 41,51       |  |
|                | Andrée Delbos              | PCF            | 4 165        | 12,31        |             |             |  |
|                | Roland Laskar              | UDF (Rad)      | 2 830        | 8,36         |             |             |  |
|                | René Dubail                | diss. UDF      | 2 380        | 7,03         |             |             |  |
|                | Pierre-Alain Brossault     | MÉP            | 1 095        | 3,23         |             |             |  |
|                | Jean-Jacques Boislaroussie | PSU            | 731          | 2,16         |             |             |  |
|                | Paule Lauron               | LO             | 301          | 0,89         |             |             |  |
|                | Emmanuel Tremblay          | Divers         | 228          | 0,67         |             |             |  |
|                |                            |                |              |              |             |             |  |
| Inscrits       | Inscrits                   | Inscrits       | 50 359       | 100,00       | 50 359      | 100,00      |  |
| Abstentions    | Abstentions                | Abstentions    | 16 206       | 32,18        | 15 044      | 29,87       |  |
| Votants        | Votants                    | Votants        | 34 153       | 67,82        | 35 315      | 70,13       |  |
| Blancs et nuls | Blancs et nuls             | Blancs et nuls | 300          | 0,88         | 600         | 1,7         |  |
| Exprimés       | Exprimés                   | Exprimés       | 33 853       | 99,12        | 34 715      | 98,3        |  |

Le Docteur Serge Blisko était le suppléant de Paul Quilès. Il le remplaça du 5 novembre 1983 au 1er avril 1986, quand Paul Quilès fut nommé membre du Gouvernement.